# Гоца Василь Пилипович
Васи́ль Пили́пович Го́ца (3 березня 1885, с. Озерна, нині Тернопільського району Тернопільської області — 3 листопада 1937, розстрільний полігон НКВД СРСР в урочищі Сандармох, нині в Медвеж'єгорському районі Республіки Карелії, РФ) — український громадський і освітній діяч.
Жертва більшовицького терору.

## Життєпис
Народився 3 березня 1885 року в с. Озерна у Східній Галичині (село тоді входило до складу Тернопільського повіту, Королівство Галичини і Володимирії, Австро-Угорська імперія, нині Тернопільського району Тернопільської області, Україна) в сім'ї безземельного селянина.
Закінчив сільську школу, 1905 року — гімназію в Тернополі. Під час селянських страйків 1902 року потрапив під вплив учасників студентського гуртка драгоманівців; вступив до Української радикальної партії Східної Галичини, членом якої був до початку Першої світової війни. Студіював філологію у Віденському університеті у 1905—1906 роках, навчався на відділенні українознавства Львівського університету, який закінчив 1910 року за спеціальністю українська мова, література та історія. За участь у студентських демонстраціях зазнавав репресій, близько 4 місяців відбував покарання у в'язницях Львова та Золочева.
Здобувши вищу освіту, перебував на партійній роботі (на пропозицію центрального комітету Української радикальної партії). Також брав активну участь у кооперативному й освітянському рухах. Працював учителем у містечку Белз, до 1914 р. — учителем приватної української гімназії в Белзі, де став одним з її співзасновників. Був також одним з організаторів «Січі» — молодіжної спортивно-протипожежно-фізкультурної організації в Белзі.
З початком Першої світової війни мобілізований, служив в австрійській піхоті, був поранений, 24 серпня 1914 потрапив до російського полону, перебував у таборах Сибіру. У 1918-му вступив до Інтернаціонального полку, який формувався в м. Тобольську. З того самого року — в РКП(б). Воював на Уральському й Сибірському фронтах, був політкомісаром на Східному фронті. У 1919-му поранений і відправлений до Свердловська (нині Єкатеринбург), де після одужання залишений у губкомі партії на посаді інструктора.
Після демобілізації працював у закладах культури на Уралі, звідки 1920 р. за особистою заявою відбув на фронт, призначений уповноваженим по боротьбі з бандитизмом у Ананьївському і Балтському повітах, що відповідно належали до тогочасних Херсонської та Подільської губерній, потім дістав направлення як політпрацівник 47-ї дивізії в Галичину, де призначений головою повітового ревкому в м. Золочеві. Після закінчення війни з поляками деякий час виконував обов'язки голови ревтрійки в Ямполі на Поділлі, там же працював завідувачем відділу народної освіти, був членом повітового партійного комітету. 1 березня 1923 р. відбув до Кам'янця-Подільського на посаду завідувача відділу народної освіти, одночасно виконуючи обов'язки політкомісара вишів.
З 23 березня 1927 р. переведений до м. Кременчука, де очолював окружний відділ народної освіти, створив хорову капелу, гуртки. Наприкінці жовтня 1928 р. призначений ректором Волинського інституту народної освіти (нині Житомирський державний університет імені Івана Франка), очолив кафедру української мови на посаді професора, читав і лекції з історії України. Був членом бюро Житомирського міськкому КП(б)У.

### Репресії
Арештований 3 серпня 1933 р. за сфабрикованим звинуваченням у причетності до Української військової організації (УВО), 29 листопада виключений з партії. Далі слідство проводилося в Києві, де В. Гоцу змусили «добровільно» подати заяву, в якій визнав свою «провину» та «власноручно» написав потрібні слідчим свідчення. Судова трійка при колегії ГПУ УСРР 14 лютого 1934 р. ухвалила присуд — 5 років виправно-трудових таборів.
Відбував покарання в Казахстані (Карлаг), де якийсь час був завідувачем табірного музею, учасником хору; згодом — на Соловках.
Постановою окремої трійки Управління НКВД СРСР по Ленінградській області від 9 жовтня 1937 р. дістав найвищу кару (розстріл). Вивезений із Соловків з великим етапом в'язнів Соловецької тюрми і страчений 3 листопада 1937 р. в урочищі Сандармох поблизу селища Медвежа Гора (нині м. Медвеж'єгорськ, Республіка Карелія, РФ).
Реабілітований Військовим трибуналом Прикарпатського військового округу (04[05] жовтня 1966) і прокуратурою Архангельської області РРФСР (17 липня 1989 р.).

### Сім'я
Дружина — Наталія (мала 30 років у 1934-му), донька — Лада (6 років у 1934-му).

## Зауваги
1. ↑  щоправда, відсутній серед списку випускників Першої тернопільської гімназії 1905 року → Sprawozdanie Dyrekcyi C. K. Wyższego Gimnazyum w Tarnopolu za rok szkolny 1905. — Tarnopol : drukarnia L. Wierzbickiego, 1905. — S. 77—78. (пол.); а перший випуск української гімназії відбувся тільки 1906 року
2. ↑  Гасай Є. вказав, що у Львівському та Віденському університетах у 1905—1909 роках → Гасай Є. Гоца Василь Пилипович… — С. 406.